# Records du Qatar d'athlétisme

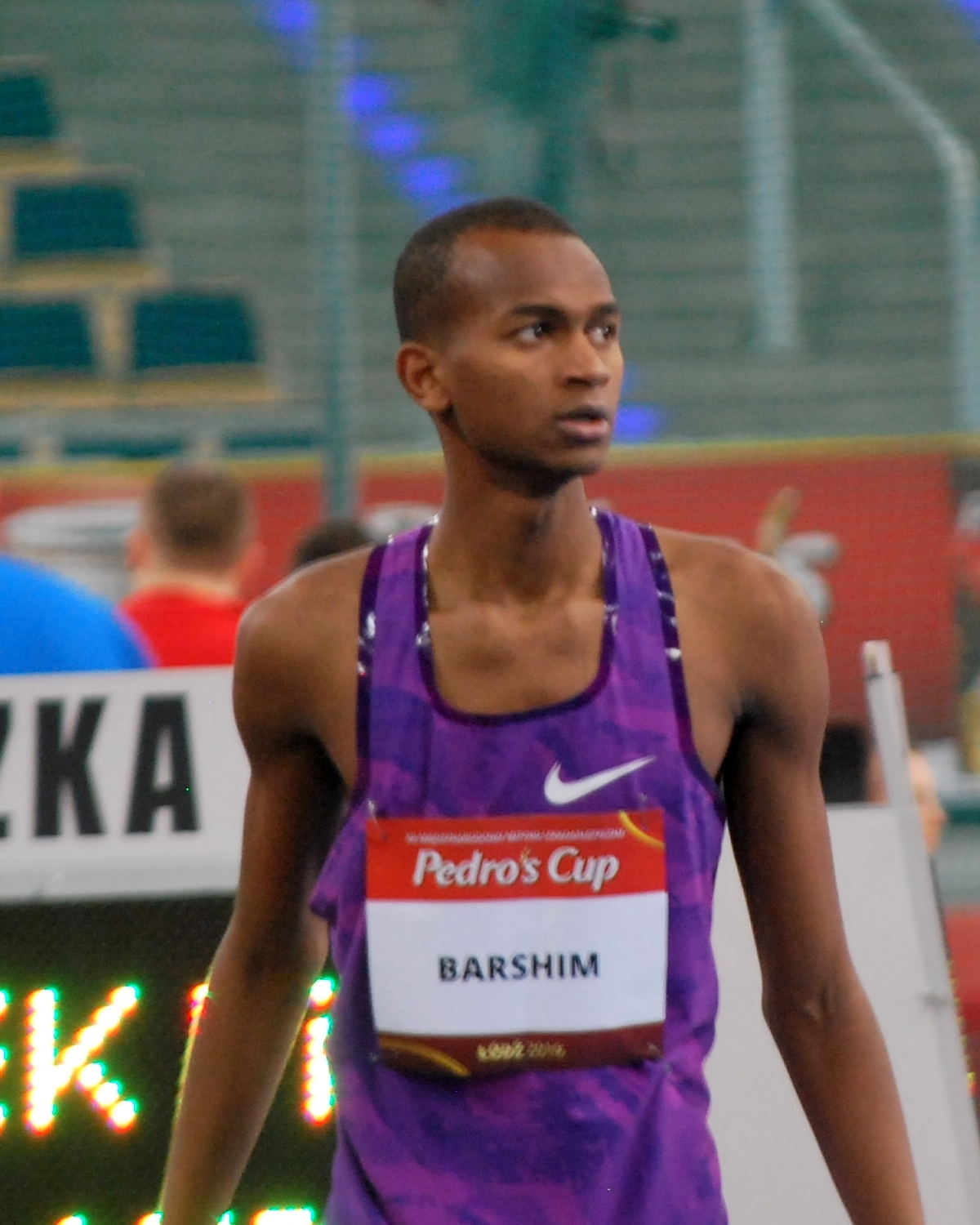
Mutaz Essa Barshim détient le record d'Asie du saut en hauteur.

Les records du Qatar d'athlétisme sont les meilleures performances réalisées par des athlètes qatariens et homologuées par la Fédération qatarienne d'athlétisme (QAAF).

## Plein air

### Hommes
| Épreuve              | Record | Athlète                                                                                           | Date                      | Compétition                               | Lieu              | Réf.        |
| -------------------- | --- | ------------------------------------------------------------------------------------------------- | ------------------------- | ----------------------------------------- | ----------------- | ----------- |
| 100 m                | 9 s 91 (+1,8 m/s) 9 s 91 (+0,6 m/s) | Femi Ogunode                                                                                      | 4 juin 2015 22 avril 2016 | Championnats d'Asie Mémorial Tom Jones    | Wuhan Gainesville | [ 1 ] [ 2 ] |
| 200 m                | 19 s 97 (-0,4 m/s) | Femi Ogunode                                                                                      | 11 septembre 2015         | Mémorial Van Damme                        | Bruxelles         | [ 3 ]       |
| 400 m                | 44 s 07 | Abdalelah Haroun                                                                                  | 21 juillet 2018           | Meeting de Londres                        | Londres           | [ 4 ]       |
| 800 m                | 1 min 43 s 82 | Musaeb Abdulrahman Balla                                                                          | 8 juillet 2015            | Championnats de Catalogne                 | Barcelone         | [ 5 ]       |
| 1 500 m              | 3 min 31 s 04 | Daham Najim Bashir                                                                                | 13 mai 2005               | Qatar Athletic Super Grand Prix           | Doha              |             |
| Mile                 | 3 min 47 s 97 (AR) | Daham Najim Bashir                                                                                | 29 juillet 2005           | Bislett Games                             | Oslo              |             |
| 2 000 m              | 4 min 55 s 57 (AR) | Mohammed Suleiman                                                                                 | 8 juin 1995               | Golden Gala                               | Rome              |             |
| 3 000 m              | 7 min 30 s 76 (AR) | Gamal Belal Salem                                                                                 | 13 mai 2005               | Qatar Athletic Super Grand Prix           | Doha              |             |
| 5 000 m              | 12 min 51 s 98 | Saif Saeed Shaheen                                                                                | 14 juillet 2006           | Golden Gala                               | Rome              |             |
| 10 000 m             | 26 min 38 s 76 (AR) | Abdullah Ahmad Hassan                                                                             | 5 septembre 2003          | Mémorial Van Damme                        | Bruxelles         |             |
| Semi-marathon        | 1 h 00 min 39 s | Ali Dawoud Sedam                                                                                  | 14 octobre 2007           | Championnats du monde de course sur route | Udine             | [ 6 ]       |
| Marathon             | 2 h 07 min 19 s | Mubarak Hassan Shami                                                                              | 15 avril 2007             | Marathon de Paris                         | Paris             |             |
| 110 m haies          | 13 s 39 (+1,5 m/s) | Oumar Doudai Abakar                                                                               | 28 mai 2025               | Championnats d'Asie                       | Gumi              | [ 7 ]       |
| 400 m haies          | 46 s 98 (AR) | Abderrahaman Samba                                                                                | 30 juin 2018              | Meeting de Paris                          | Paris             | [ 8 ]       |
| 3 000 m steeple      | 7 min 53 s 63 (WR) | Saif Saeed Shaheen                                                                                | 3 septembre 2004          | Mémorial Van Damme                        | Bruxelles         |             |
| Saut en hauteur      | 2,43 m (AR) | Mutaz Essa Barshim                                                                                | 5 septembre 2014          | Mémorial Van Damme                        | Bruxelles         | [ 9 ]       |
| Saut à la perche     | 5,62 m | Seifeldin Heneida                                                                                 | 31 mai 2025               | Championnats d'Asie                       | Gumi              |             |
| Saut en longueur     | 8,13 m (+0,9 m/s) | Abdulrahman Faraj al-Nubi                                                                         | 21 septembre 2003         | Championnats d'Asie                       | Manille           |             |
| Triple saut          | 17,15 m (+1,3 m/s) | Ibrahim Mohamed Aboubaker                                                                         | 20 avril 2004             |                                           | Doha              |             |
| Lancer du poids      | 20,54 m | Khalid Habash al-Suwaidi                                                                          | 25 juin 2005              |                                           | Minsk             |             |
| Lancer du disque     | 64,43 m | Rashid Shafi al-Dosari                                                                            | 12 août 2002              |                                           | Colombo           |             |
| Lancer du marteau    | 78,19 m | Ashraf Amgad el-Seify                                                                             | 27 mars 2016              |                                           | Doha              |             |
| Lancer du javelot    | 85,23 m | Ahmed Bader Magour                                                                                | 13 juin 2017              | Paavo Nurmi Games                         | Turku             | [ 10 ]      |
| Décathlon            | 7 730 pts | Ahmad Hassan Moussa                                                                               | 26–27 juin 2004           |                                           | Ratingen          |             |
| Décathlon            | 10 s 91 (+1,5 m/s) (100 m), 7,10 m (+0,3 m/s) (longueur), 13,60 m (poids), 1,80 m (hauteur), 48 s 84 (400 m) / 15 s 01 (+1,8 m/s) (110 m haies), 42,65 m (disque), 4,20 m (perche), 65,94 m (javelot), 4 min 30 s 22 (1 500 m) |                                                                                                   |                           |                                           |                   |             |
| 20 km marche (route) | 1 h 27 min 34 s | Mabrouk Saleh Mohamed                                                                             | 7 décembre 2006           |                                           | Doha              |             |
| 50 km marche (route) | 5 h 30 min 00 s | Mohamed Salim                                                                                     | 12 juillet 1982           |                                           | Belgique          |             |
| 4 × 100 m            | 39 s 05 | Équipe nationale Jassim Abbas Sultan Mohamed al-Sheib Sulaiman Jama Yusuf Saad al-Kuwari          | 9 août 1997               | Championnats du monde                     | Athènes           |             |
| 4 × 400 m            | 3 min 0 s 29 | Équipe nationale Ammar Ibrahim Bassem Hemeida Ashraf Osman Abderrahman Samba                      | 11 mai 2025               | Relais mondiaux                           | Guangzhou         | [ 11 ]      |
| 4 × 800 m            | 7 min 6 s 66 (AR) | Équipe nationale Majed Saeed Sultan Salem Amer Al-Badri Abdulrahman Suleiman Abubaker Ali Kamal   | 25 août 2006              | Mémorial Van Damme                        | Bruxelles         | [ 12 ]      |
| 4 × 1 500 m          | 15 min 10 s 77 (AR) | Équipe nationale Mohamad Al-Garni Hashim Salah Mohamed Maaz Abdelrahman Shagag Abubaker Ali Kamal | 25 mai 2014               | Relais mondiaux                           | Nassau            | [ 13 ]      |

### Femmes
| Épreuve              | Record | Athlète                                                                                        | Date            | Compétition                 | Lieu      | Réf.   |
| -------------------- | --- | ---------------------------------------------------------------------------------------------- | --------------- | --------------------------- | --------- | ------ |
| 100 m                | 11 s 32 (+0,4 m/s) | Fawziyah Afoke Khamis                                                                          | 16 mai 2025     |                             | Doha      |        |
| 200 m                | 23 s 47 (+0,7 m/s) | Fawzia Agnes Khamis                                                                            | 10 avril 2025   |                             | Doha      |        |
| 400 m                | 54 s 67 | Naima Afok Mansour                                                                             | 7 avril 2025    |                             | Doha      |        |
| 800 m                | 2 min 13 s 01 | Sarah Mamoun Piol                                                                              | 10 avril 2025   |                             | Doha      |        |
| 1 500 m              | 5 min 25 s 61 | Nada Nabil Abdullah                                                                            | 17 juillet 2010 | Ogólnopolski Meeting        | Bydgoszcz | [ 14 ] |
| 3 000 m              | |                                                                                                |                 |                             |           |        |
| 5 000 m              | |                                                                                                |                 |                             |           |        |
| 10 000 m             | |                                                                                                |                 |                             |           |        |
| Marathon             | 4 h 23 min 30 s | Hanoof Al-Thani                                                                                | 3 octobre 2021  | Marathon de Londres         | Londres   |        |
| 100 m haies          | 14 s 17 | Sara Shams Ali                                                                                 | 8 avril 2025    |                             | Doha      |        |
| 400 m haies          | 1 min 1 s 17 | Sara Shams Ali                                                                                 | 9 avril 2025    |                             | Doha      |        |
| 3 000 m steeple      | |                                                                                                |                 |                             |           |        |
| Saut en hauteur      | 1,77 m | Nimat Omar Al-Ali                                                                              | 8 avril 2025    |                             | Doha      |        |
| Saut à la perche     | 3,50 m | Samar Mansouri                                                                                 | 5 juillet 2022  |                             | Jamhour   |        |
| Saut en longueur     | 5,22 m | Reyma Alen Thomas                                                                              | 16 mai 2012     |                             | Amman     |        |
| Triple saut          | 11,62 m | Bashair Obaid Al-Manwari                                                                       | 26 avril 2023   |                             | Doha      |        |
| Lancer du poids      | 11,97 m | Sarah Ahmed Al-Mannai                                                                          | 8 mai 2016      |                             | Tlemcen   |        |
| Lancer du disque     | 36,74 m | Asrar Al-Mannai                                                                                | 14 mars 2015    |                             | Mascate   |        |
| Lancer du marteau    | 50,79 m | Rania Raed Al-Naji                                                                             | 7 juin 2018     | Championnats d'Asie juniors | Gifu      |        |
| Lancer du javelot    | 38,81 m | Sarah Ahmed Al-Mannai                                                                          | 15 avril 2016   |                             | Manama    |        |
| Heptathlon           | 3 770 pts | Fatima Mazaher Sassani                                                                         | 14-15 mars 2015 |                             | Mascate   |        |
| Heptathlon           | 16 s 02 (100 m haies), 1,35 m (hauteur), 8,76 m (poids), 27 s 64 (200 m) / 4,96 m (longueur), 29,01 m (javelot), 2 min 48 s 10 (800 m) |                                                                                                |                 |                             |           |        |
| 20 km marche (route) | |                                                                                                |                 |                             |           |        |
| 4 × 100 m            | 50 s 73 | Équipe nationale R.Labidii Mubaraka Ahmed Al-Mannai Mariam Mamdouh Farid B.Al-Manouari         | 14 mars 2015    |                             | Mascate   |        |
| 4 × 400 m            | 4 min 24 s 80 | Équipe nationale Jyothi Janardhanan Nada Nabil Abdullah A.M. Al-Meamari Fatima Mazaher Sassani | 28 août 2008    |                             | Amman     |        |